# アメリカ合衆国副大統領就任宣誓

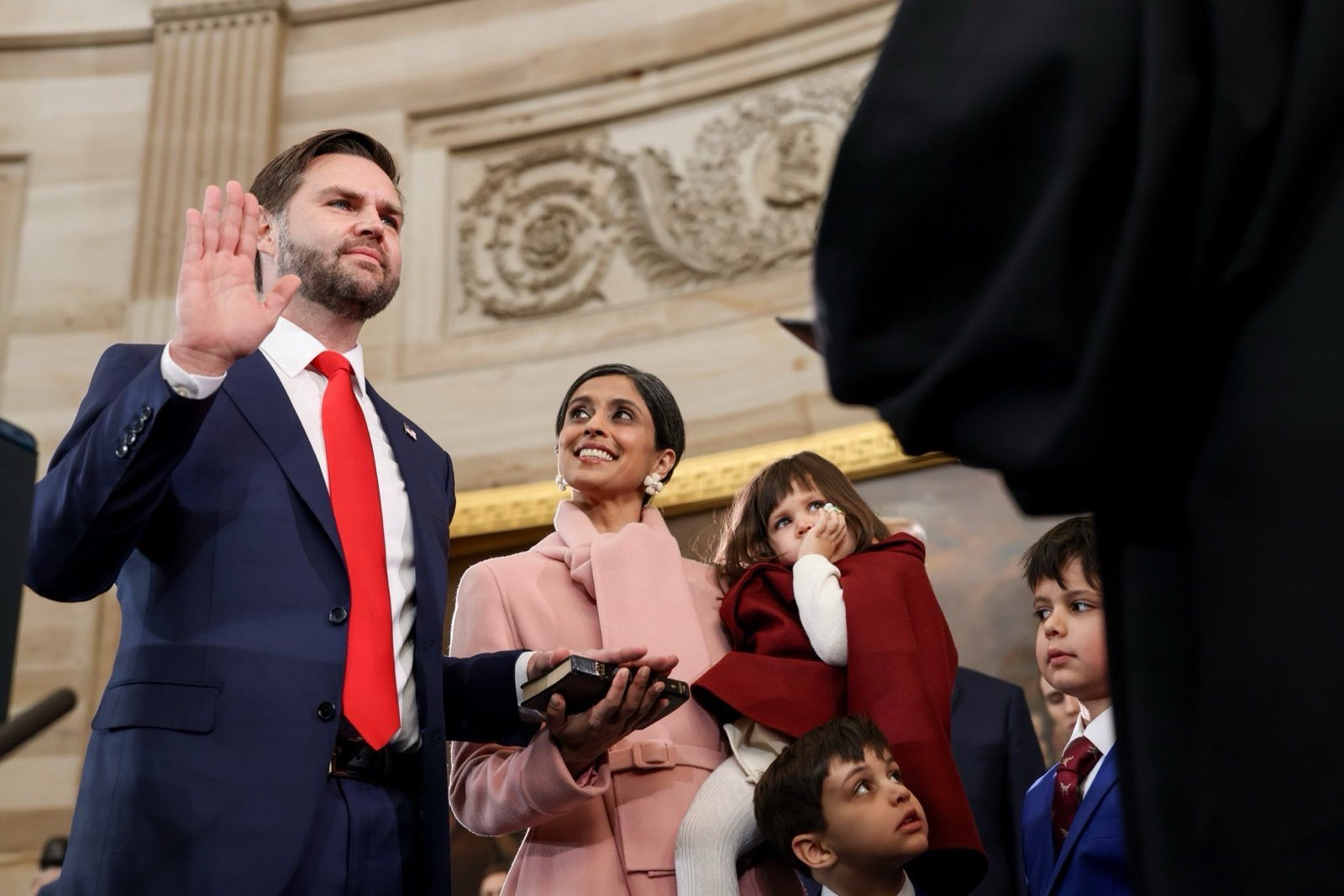
就任宣誓を行うJ・D・ヴァンス副大統領（2025年1月20日）

アメリカ合衆国副大統領就任宣誓（アメリカがっしゅうこくふくだいとうりょうしゅうにんせんせい、英: oath of office of the vice president of the United States）は、アメリカ合衆国副大統領が就任する前に行う誓約あるいは確約である。アメリカ合衆国議会の議員や政府の閣僚が行うものと同じである。
予期せぬ出来事で次期大統領が着任できない場合には副大統領が大統領に昇格することになるので、次期大統領が就任式で宣誓を行う前に、次期副大統領は、就任式の会場に赴き、宣誓を行うことになっている。アメリカ合衆国憲法第2条第1節第8項には次期大統領が行うべき宣誓について明記されており、次期副大統領については宣誓を行うべきとは記述されていないが、憲法第6条第3項ですべての政府の要職に就く者（連邦または州、選出または任命）は憲法の擁護を誓約せねばならないと記述されているので、これに基づいて行われる。1937年以降、憲法修正第20条（1933年批准）により、就任日は3月4日から変更され1月20日になっている。その年に、副大統領の就任宣誓もアメリカ合衆国議会議事堂の上院から屋外の大統領就任式の会場に変更された。
宣誓文は、以下のようなものである。"I"と"do"の間には宣誓者本人のフルネームが入る。
I do solemnly swear (or affirm) that I will support and defend the Constitution of the United States against all enemies, foreign and domestic; that I will bear true faith and allegiance to the same; that I take this obligation freely, without any mental reservation or purpose of evasion; and that I will well and faithfully discharge the duties of the office on which I am about to enter. So help me God.

## 背景
第1議会は、1789年5月に宣誓法enを可決し、上院議員のみが副大統領（上院議長でもある）の就任宣誓の立会人になれるとした。その年の暮れに、議会は、裁判所がすべての誓約と確約に立ち会えるようにする法律を可決した。1789年以降、宣誓は議会により数度の変更を経ている。副大統領、上院議員、下院議員、その他の政府役職者が復唱する現在の誓約は1884年から使われている。
副大統領職が1789年に創設されてから、その後の1世紀の間、副大統領は、大統領が就任宣誓を行う日（3月4日）に宣誓していたが、会場は別々であり、通常は副大統領が議長となる上院で行われた。20世紀半ばまでは、退任する副大統領または上院仮議長（副大統領が欠けた際に議長を代行する最高位の上院議員）の立ち会いで宣誓していた。常にではないが、時々、副大統領が上院で短い演説を行った。
これまで上院仮議長が20回も就任宣誓に立ち会い、その他、退任する副大統領が12回、最高裁判所陪席判事が10回、最高裁判所長官が6回、仮議長でない上院議員が5回、下院議長が4回、判事が2回、領事が1回（記録がない1回がある）それぞれ立会人を務めた。Warren E. Burger元最高裁判所長官は最多の3回も立会人を務めた。
就任宣誓はのべ59回行われ、47回がアメリカ合衆国議会議事堂の敷地内の数ヶ所で行われた。ホワイトハウスでは3回、フィラデルフィアのコングレス・ホールでは2回行われた。また、フェデラル・ホール、Old Brick Capitol、キューバのハバナ、ニューヨークの私邸、オブザーバトリー・サークル1番地においてもそれぞれ1回行われた。19世紀初頭に、重要性が相対的に欠如していたからか、副大統領の就任宣誓が行われた場所のうち2例が不明である。
次期大統領のウィリアム・R・キングの健康状態が悪化したことで、第32議会の最終日の1853年3月3日に成立した法律により、キングは休養地のハバナで就任宣誓を行うことが許可された。現在に至るまで、外国で就任宣誓を行ったのはキングただ一人である。

## これまで行われた就任宣誓
| 日付                               | 副大統領                         | 回 | 場所                                                                                  | 立会人                                                 |
| ---------------------------------- | -------------------------------- | -- | ------------------------------------------------------------------------------------- | ------------------------------------------------------ |
| 1789年6月3日 （任期開始は4月21日） | ジョン・アダムズ                 | 1  | フェデラル・ホール ニューヨーク州ニューヨーク                                         | ジョン・ラングドン 上院仮議長                          |
| 1793年12月2日 （任期開始は3月4日） | ジョン・アダムズ                 | 2  | コングレス・ホール ペンシルベニア州フィラデルフィア                                   | ジョン・ラングドン 上院仮議長                          |
| 1797年3月4日                       | トーマス・ジェファーソン         | 3  | コングレス・ホール ペンシルベニア州フィラデルフィア                                   | en:William Bingham 上院仮議長                          |
| 1801年3月4日                       | アーロン・バー                   | 4  | 議事堂の上院室                                                                        | en:James Hillhouse 上院仮議長                          |
| 1805年3月4日                       | ジョージ・クリントン             | 5  | 議事堂の上院室                                                                        | ジョン・マーシャル 最高裁判所長官                      |
| 1809年3月4日                       | ジョージ・クリントン             | 6  | the Journal of the Senate of the United Statesに記録がないので不明                    | 不明                                                   |
| 1813年5月24日 （任期開始は3月4日） | エルブリッジ・ゲリー             | 7  | 「副大統領はすでに法定の宣誓を行った」旨の文書を持って1813年5月24日に上院に出向いた。 | John Davis 地方裁判所判事                              |
| 1817年3月4日                       | ダニエル・トンプキンズ           | 8  | en:Old Brick Capitolの上院室                                                          | en:John Gaillard 上院仮議長                            |
| 1821年3月3日 （任期開始は3月4日）  | ダニエル・トンプキンズ           | 9  | ダニエル・トンプキンズの私邸 en:Tompkinsville, Staten Island                          | en:William P. Van Ness 地方最高裁判所判事              |
| 1825年3月4日                       | ジョン・カルフーン               | 10 | 議事堂の上院室                                                                        | アンドリュー・ジャクソン 上院議員                      |
| 1829年3月4日                       | ジョン・カルフーン               | 11 | 議事堂の上院室                                                                        | Samuel Smith 上院仮議長                                |
| 1833年3月4日                       | マーティン・ヴァン・ビューレン   | 12 | 議事堂の下院室                                                                        | ジョン・マーシャル 最高裁判所長官                      |
| 1837年3月4日                       | リチャード・メンター・ジョンソン | 13 | 議事堂の上院室                                                                        | ウィリアム・R・キング 上院仮議長                       |
| 1841年3月4日                       | ジョン・タイラー                 | 14 | 議事堂の上院室                                                                        | ウィリアム・R・キング 上院仮議長                       |
| 1845年3月4日                       | ジョージ・ダラス                 | 15 | 議事堂の上院室                                                                        | en:Willie Person Mangum 上院仮議長                     |
| *1849年5月5日 （任期開始は3月4日） | ミラード・フィルモア             | 16 | 議事堂の上院室                                                                        | デイヴィッド・ライス・アッチソン 上院仮議長            |
| 1853年3月24日 （任期開始は3月4日） | ウィリアム・R・キング            | 17 | ハバナ キューバ総督領                                                                 | en:William L. Sharkey 領事                             |
| 1857年3月4日                       | ジョン・ブレッキンリッジ         | 18 | 議事堂の上院室                                                                        | en:James Murray Mason 上院仮議長                       |
| 1861年3月2日 （任期開始は3月4日）  | ハンニバル・ハムリン             | 19 | 議事堂の上院室                                                                        | ジョン・ブレッキンリッジ 副大統領                      |
| 1865年3月4日                       | アンドリュー・ジョンソン         | 20 | 議事堂の上院室                                                                        | ハンニバル・ハムリン 副大統領                          |
| 1869年3月4日                       | スカイラー・コルファクス         | 21 | 議事堂の上院室                                                                        | ベンジャミン・ウェイド 上院仮議長                      |
| 1873年3月4日                       | ヘンリー・ウィルソン             | 22 | 議事堂の上院室                                                                        | スカイラー・コルファクス 副大統領                      |
| 1877年3月4日                       | ウィリアム・A・ウィーラー        | 23 | 議事堂の上院室                                                                        | en:Thomas W. Ferry 上院仮議長                          |
| 1881年3月4日                       | チェスター・A・アーサー          | 24 | 議事堂の上院室                                                                        | ウィリアム・A・ウィーラー 副大統領                     |
| 1885年3月4日                       | トーマス・A・ヘンドリックス      | 25 | 議事堂の上院室                                                                        | en:George F. Edmunds 上院仮議長                        |
| 1889年3月4日                       | リーヴァイ・モートン             | 26 | 議事堂の上院室                                                                        | ジョン・インガルズ 上院仮議長                          |
| 1893年3月4日                       | アドレー・E・スティーブンソン    | 27 | 議事堂の上院室                                                                        | リーヴァイ・モートン 副大統領                          |
| 1897年3月4日                       | ギャレット・A・ホーバート        | 28 | 議事堂の上院室                                                                        | アドレー・E・スティーブンソン 副大統領                 |
| 1901年3月4日                       | セオドア・ルーズベルト           | 29 | 議事堂の上院室                                                                        | en:William P. Frye 上院仮議長                          |
| 1905年3月4日                       | チャールズ・W・フェアバンクス    | 30 | 議事堂の上院室                                                                        | William P. Frye 上院仮議長                             |
| 1909年3月4日                       | ジェームズ・S・シャーマン        | 31 | 議事堂の上院室                                                                        | チャールズ・W・フェアバンクス 副大統領                 |
| 1913年3月4日                       | トーマス・R・マーシャル          | 32 | 議事堂の上院室                                                                        | Jacob H. Gallinger 上院仮議長                          |
| 1917年3月4日                       | トーマス・R・マーシャル          | 33 | 議事堂の上院室                                                                        | Willard Saulsbury Jr. 上院仮議長                       |
| 1921年3月4日                       | カルビン・クーリッジ             | 34 | 議事堂の上院室                                                                        | トーマス・R・マーシャル 副大統領                       |
| 1925年3月4日                       | チャールズ・ドーズ               | 35 | 議事堂の上院室                                                                        | en:Albert B. Cummins 上院仮議長                        |
| 1929年3月4日                       | チャールズ・カーティス           | 36 | 議事堂の上院室                                                                        | チャールズ・ドーズ 副大統領                            |
| 1933年3月4日                       | ジョン・N・ガーナー              | 37 | 議事堂の上院室                                                                        | チャールズ・カーティス 副大統領                        |
| 1937年1月20日                      | ジョン・N・ガーナー              | 38 | 議事堂                                                                                | en:Joseph Taylor Robinson 上院議員, 上院多数党院内総務 |
| 1941年1月20日                      | ヘンリー・A・ウォレス            | 39 | 議事堂                                                                                | ジョン・N・ガーナー 副大統領                           |
| 1945年1月20日                      | ハリー・S・トルーマン            | 40 | ホワイトハウス                                                                        | ヘンリー・A・ウォレス 副大統領                         |
| 1949年1月20日                      | アルバン・W・バークリー          | 41 | 議事堂                                                                                | en:Stanley Forman Reed 最高裁判所陪席判事              |
| 1953年1月20日                      | リチャード・ニクソン             | 42 | 議事堂                                                                                | en:William F. Knowland 上院議員                        |
| *1957年1月20日                     | リチャード・ニクソン             | 43 | ホワイトハウス                                                                        | William F. Knowland 上院議員, 上院少数党院内総務       |
| 1961年1月20日                      | リンドン・ジョンソン             | 44 | 議事堂                                                                                | en:Sam Rayburn 下院議長                                |
| 1965年1月20日                      | ヒューバート・H・ハンフリー      | 45 | 議事堂                                                                                | en:John William McCormack 下院議長                     |
| 1969年1月20日                      | スピロ・アグニュー               | 46 | 議事堂                                                                                | エヴァレット・ダークセン 上院議員, 上院少数党院内総務  |
| 1973年1月20日                      | スピロ・アグニュー               | 47 | 議事堂                                                                                | en:Warren E. Burger 最高裁判所長官                     |
| 1973年1月20日                      | ジェラルド・R・フォード          | 48 | 議事堂の下院室                                                                        | Warren E. Burger 最高裁判所長官                        |
| 1974年12月19日                     | ネルソン・ロックフェラー         | 49 | 議事堂の上院室                                                                        | Warren E. Burger 最高裁判所長官                        |
| 1977年1月20日                      | ウォルター・モンデール           | 50 | 議事堂                                                                                | en:Tip O'Neill 下院議長                                |
| 1981年1月20日                      | ジョージ・H・W・ブッシュ         | 51 | 議事堂                                                                                | en:Potter Stewart 最高裁判所陪席判事                   |
| *1985年1月20日                     | ジョージ・H・W・ブッシュ         | 52 | ホワイトハウス                                                                        | Potter Stewart 元最高裁判所陪席判事                    |
| 1989年1月20日                      | ダン・クエール                   | 53 | 議事堂                                                                                | サンドラ・デイ・オコナー 最高裁判所陪席判事            |
| 1993年1月20日                      | アル・ゴア                       | 54 | 議事堂                                                                                | バイロン・ホワイト 最高裁判所陪席判事                  |
| 1997年1月20日                      | アル・ゴア                       | 55 | 議事堂                                                                                | ルース・ベイダー・ギンズバーグ 最高裁判所陪席判事      |
| 2001年1月20日                      | ディック・チェイニー             | 56 | 議事堂                                                                                | ウィリアム・レンキスト 最高裁判所長官                  |
| 2005年1月20日                      | ディック・チェイニー             | 57 | 議事堂                                                                                | デニス・ハスタート 下院議長                            |
| 2009年1月20日                      | ジョー・バイデン                 | 58 | 議事堂                                                                                | ジョン・ポール・スティーブンス 最高裁判所陪席判事      |
| *2013年1月20日                     | ジョー・バイデン                 | 59 | オブザーバトリー・サークル1番地                                                       | ソニア・ソトマイヨール 最高裁判所陪席判事              |
| 2017年1月20日                      | マイク・ペンス                   | 60 | 議事堂                                                                                | クラレンス・トーマス 最高裁判所陪席判事                |
| 2021年1月20日                      | カマラ・ハリス                   | 61 | 議事堂                                                                                | ソニア・ソトマイヨール 最高裁判所陪席判事              |
| 2025年1月20日                      | J・D・ヴァンス                   | 62 | 議事堂                                                                                | ブレット・カバノー 最高裁判所陪席判事                  |

備考: 上表において日付にアスタリスク（*）があるのは、翌日の公式な式典における宣誓ではなく、日曜日に行われた法定の就任宣誓を示している。

## 宣誓中の出来事
- アメリカ合衆国最高裁判所判事のソニア・ソトマイヨールがカマラ・ハリス副大統領の就任宣誓でファーストネームを誤って発音した。副大統領は、判事に続いて宣誓する際に自身の名前を正確に発音し、予定通りに進行された。副大統領は、宣誓後の判事の謝罪を受け入れた[4]。